# Udo Kier
Udo Kier, właśc. Udo Kierspe (ur. 14 października 1944 w Kolonii w Niemczech) – niemiecki aktor, okazjonalnie reżyser. W trakcie międzynarodowej kariery zagrał w ponad 200 filmach kinowych. Choć nigdy nie był zwolennikiem wielkich hollywoodzkich produkcji („Komercyjne amerykańskie filmy są produktem, jak pralki lub toster” – mawiał), wziął udział w filmach obok takich gwiazd kina, jak Nicole Kidman, Michael J. Fox, Keanu Reeves, River Phoenix, Bruce Willis, Dolph Lundgren, John Malkovich i Arnold Schwarzenegger.

## Życiorys

### Wczesne lata
Urodził się w Kolonii w Niemczech, pod koniec II wojny światowej, jako nieślubny syn krawcowej. Szpital, w którym się urodził, zawalił się chwilę po jego narodzeniu. Swojego biologicznego ojca poznał dopiero jako dorosły. W młodości był ministrantem oraz celebrującym i aktywnym chórzystą. Przyjemność sprawiało mu przebieranie się z użyciem szminki za kobietę, na przykład imitował Caterinę Valente. Po ukończeniu szkoły zaczął zdobywać wykształcenie do zawodu handlowca, później pracował przy taśmie produkcyjnej Forda. Wkrótce dorabiał jako model w sektorze mody. Na wypoczynkowym wypadzie w Cannes poznał Jeana Marais’go i Arndta von Bohlena und Halbacha. W wieku 19 lat przeniósł się do Londynu, gdzie dorabiał jako kelner. Wieczorem odwiedzał szkołę aktorską, gdzie poznał m.in. reżysera Luchina Viscontiego i aktora Helmuta Bergera.

### Kariera
W latach 60. poznał jeszcze mało znanego niemieckiego reżysera i aktora Reinera Wernera Fassbindera. W 1964 wyjechał do Rzymu.
Po raz pierwszy znalazł się na ekranie w krótkometrażowej brytyjskiej komedii Droga do Saint Tropez (Road to Saint Tropez, 1966). Następnie wstąpił do szkoły aktorskiej w Nowym Jorku. Z biegiem czasu w 1973 zagrał barona von Frankensteina w jednym z najważniejszych filmów we wczesnej swojej karierze Ciało dla Frankensteina (Flesh for Frankenstein), spółki Andy Warhol-Paul Morrisey. Inny film, Krew dla Draculi (Dracula cerca sangue di vergine... e morì di sete!!!, 1974) został zrealizowany przez Paula Morrisseya dla studia Andy’ego Warhola i wyprodukowany przez Vittoria de Sicę i Romana Polańskiego, Kier grał role wiodące – młodego lekarza Frankensteina i młodego Drakulę.
Wcielił się również w tytułową rolę w Docteur Jekyll et les femmes (1981) Waleriana Borowczyka. Zagrał w niemal wszystkich filmach Larsa von Triera, wykluczając jedynie Idiotów (1998).
Inne ważne role Kiera to Hans w dramacie psychologicznym Gusa Van Santa Moje własne Idaho (1991), Åge Krüger w duńskim miniserialu Królestwo (1994), doktor-psychiatra Frank Mandel w horrorze Dario Argento Odgłosy (Suspiria, 1977) czy Ivan Bliniak w dreszczowcu Ilkki Jarvi-Laturiego Historię tworzy się w nocy (1999).
W kolejnych latach wystąpił między innymi obok swojego rodaka Tila Schweigera w ekranizacji popularnej gry komputerowej Far Cry (2008), we wcześniejszym, równie źle przyjętym filmie Uwe Bolla BloodRayne (2005), a także horrorze www.strach (2002) i w nominowanej do Złotej Maliny w sześciu kategoriach Żylecie (1997).
Wystąpił w teledyskach: Madonny „Deeper and Deeper” (1992) oraz Gwen Stefani i Eve „Let Me Blow Ya Mind” (2001), a także z aktorką Brigitte Nielsen w wideoklipie nu-metalowego zespołu KoRn „Make Me Bad” (2000). W 1992 roku wziął udział w erotycznej sesji zdjęciowej do książki Madonny pt. Sex.

## Życie prywatne
Udo Kier jest gejem. Kier i niemiecki reżyser Rainer Werner Fassbinder we wczesnych latach 60. byli nastoletnimi kochankami i kanciarzami ulicznymi na gejowskiej scenie we Frankfurcie. W późnych latach 70., Fassbinder zaangażował Kiera do kilku swoich projektów. To był okres, w którym Kier przyłączył się do komuny teatralnej Fassbindera, prowadził kuchnię w jej monachijskiej siedzibie.
W 1991 zamieszkał w Palm Springs w Kalifornii.

## Filmografia

### Filmy fabularne
- 1966: Droga do Saint Tropez (Road to Saint Tropez) jako chłopak
- 1970: Znak diabła (Hexen bis aufs Blut gequält) jako hrabia Christian von Meruh
- 1973: Ciało dla Frankensteina (Flesh for Frankenstein) jako baron von Frankenstein
- 1973: Pan jako pielgrzym śmierci
- 1974: Krew dla Draculi (Dracula cerca sangue di vergine... e morì di sete!!!) jako hrabia Dracula
- 1975: Historia O jako Rene
- 1977: Odgłosy (Suspiria) jako dr Frank Mandel
- 1979: Trzecia generacja (Die dritte Generation) jako Edgar Gast
- 1979: Węgierska rapsodia (Magyar rapszódia) jako Poór
- 1980: Lulu jako Kuba Rozpruwacz
- 1981: Lili Marleen jako Drewitz
- 1981: Lola jako kelner
- 1982: Dr Jekyll i kobiety (Docteur Jeckyll et les femmes) jako dr Jekyll
- 1983: Pankow ’95 jako Johann Wolfgang Amadeus Zart (J.W.A. Zart)
- 1984: Moskwa nad rzeką Hudson (Moscow on the Hudson) jako gej na ulicy
- 1987: Epidemia (Epidemic) jako Udo
- 1988: Medea (TV) jako Jason
- 1991: Moje własne Idaho (My Own Private Idaho) jako Hans
- 1991: Europa jako Lawrence Hartmann
- 1993: I kowbojki mogą marzyć (Even Cowgirls Get the Blues) jako reżyser reklam
- 1994: Ace Ventura: Psi detektyw (Ace Ventura: Pet Detective) jako Ron Camp
- 1995: Johnny Mnemonic jako Ralfi
- 1996: Pinokio (The Adventures of Pinocchio) jako Lorenzini
- 1996: Żyleta (Barb Wire) jako Curly
- 1996: Przełamując fale (Breaking the Waves) jako sadystyczny marynarz
- 1997: Betty jako Vincent Lord
- 1998: Armageddon jako psycholog
- 1998: Lodowe piekło (Ice) jako dr Norman Kistler
- 1998: Blade: Wieczny łowca (Blade) jako starszy wampir Gitano Dragonetti
- 1999: I stanie się koniec (End of Days) jako dr Abel
- 1999: Historie tworzy się w nocy (History Is Made at Night/Spy Games) jako Ivan Bliniak
- 1999: Nowe przygody Pinokia (The New Adventures of Pinocchio) jako Madame Flambeau / Lorenzini
- 2000: Cień wampira (Shadow of the Vampire) jako Albin Grau
- 2000: Tańcząc w ciemnościach (Dancer in the Dark) jako lekarz dr Porkorny
- 2000: Sztuka przetrwania (Doomsdayer) jako Max Gast
- 2001: Niezwyciężony (Invincible) jako hrabia Helldorf, szef berlińskiej policji
- 2001: Konwój (Critical Mass) jako Samson
- 2001: Agenci w spódnicach (All the Queen’s Men) jako generał Landssdorf
- 2001: Megiddo: The Omega Code 2 jako strażnik
- 2001: Klucz do Apokalipsy (Revelation) jako wielki pan
- 2002: Ktoś nad tobą czuwa (He Sees You When You’re Sleeping, TV) jako Hans Kramer
- 2002: www.strach (FeardotCom) jako Polidori
- 2003: Obiekt pożądania (Love Object) jako Radley
- 2003: Dogville jako człowiek w płaszczu
- 2004: One Point O jako Derrick
- 2004: Dracula 3000  jako kapitan Varna
- 2004: Modigliani, pasja tworzenia (Modigliani) jako Max Jacob
- 2005: BloodRayne jako Regal Monk
- 2005: Manderlay jako pan Kirspe
- 2007: Halloween jako Morgan Walker
- 2007: Matka łez jako ojciec Johannes
- 2008: Far Cry jako dr Krieger
- 2009: Dom chłopców (House of Boys) jako Madame
- 2010: Synu, synu, cóżeś ty uczynił? jako Lee Meyers
- 2011: Dziurka od klucza (Keyhole) jako dr Lemke
- 2011: Melancholia jako organizator wesela
- 2012: Iron Sky jako Wolfgang Kortzfleisch
- 2013: Nimfomanka (Nymphomaniac) jako kelner
- 2014: Beethoven na tropie skarbu (Beethoven’s Treasure Tail) jako prawdziwy Fritz Bruchschnauser
- 2014: Montażysta (The Editor) jako doktor Casini
- 2015: Coconut Hero jako doktor Morrow
- 2015: Johnny Walker jako Fyodor
- 2015: Zakazany pokój (The Forbidden Room) jako hrabia Yugh / lokaj / martwy ojciec / strażnik / farmaceuta
- 2015: Zero jako lord świata
- 2016: Courier X jako Nathan Vogel
- 2016: Brother jako Frank Solek
- 2017: Pomniejszenie (Downsizing) jako Joris Konrad
- 2017: Blok 99 (Brawl in Cell Block 99) jako łagodny mężczyzna
- 2018: Zwierzęta Ameryki (American Animals) jako pan Van Der Hoek
- 2018: Bez obaw, daleko nie zajdzie (Don’t Worry, He Won’t Get Far on Foot) jako George
- 2018: Moja córka (Figlia mia) jako pan Van Der Hoek
- 2018: Puppet Master: The Littlest Reich jako Toulon
- 2018: Margery Booth: The Spy in the Eagle’s Nest jako Adolf Hitler
- 2019: American Exit jako Anton
- 2019: The Ark – An Iron Sky Story jako Arcymistrz
- 2019: Bosy imperator (The Barefoot Emperor) jako dr Otto Kroll
- 2019: La Fiera y La Fiesta jako Henry
- 2019: Bacurau jako Michael
- 2019: Iron Sky. Inwazja (Iron Sky: The Coming Race) jako Wolfgang Kortzfleisch
- 2019: Malowany ptak (Nabarvené ptáče) jako młynarz
- 2020: Chompy & The Girls jako Chompy (głos)
- 2021: Łabędzi śpiew (Swan Song) jako Pat Pitsenbarger
- 2021: Gorejący świat (The Blazing World) jako Lained
- 2021: Haymaker jako David
- 2022: Bad Painter jako Ö
- 2022: Mój sąsiad Adolf (My Neighbor Adolf) jako pan Herzog
- 2022: A E I O U – szybki alfabet miłości (A E I O U – das schnelle Alphabet der Liebe) jako Michel
- 2023: Skeletons in the Closet jako Luc

### Seriale TV
- 1973-74: Joseph Balsamo jako Gilbert
- 1980: Berlin Alexanderplatz jako młody mężczyzna przy barze
- 1993: SeaQuest jako dr Guy Peche
- 1994: Królestwo (Riget) jako Aage Krüger
- 1996: Tracey bierze na tapetę (Tracey Takes On...) jako Chauffeur
- 1997: Królestwo II (Riget II) jako Lillebror / Aage Krüger
- 1996: Nash Bridges jako Wolfgang Herzog
- 1998: V.I.P. jako Viktor Balek
- 2004: Batman (The Batman) jako Herbert Ziegler (głos)
- 2002: Liga Sprawiedliwych (Justice League) jako Mistrz Muzyki (głos)
- 2005: Mistrzowie horroru (Masters of horror) jako Bellinger
- 2006: Telefon 110 (Polizeiruf 110) jako Heinrich Zermahlen
- 2010–2013: Scooby Doo i Brygada Detektywów (Scooby-Doo! Mystery Incorporated) jako profesor Perykles (głos)
- 2011: Prawdziwa historia rodu Borgiów (Borgia) jako Innocenty VIII
- 2013-14: Beware the Batman jako Mister Toad (głos)
- 2015: Altes Geld jako Rauchensteiner
- 2015: Major Lazer jako Head Vampire Vampire (głos)
- 2015: Golan the Insatiable jako plecak Dylana Beeklera (głos)
- 2019: M – miasto szuka mordercy (M – eine Stadt sucht einen Mörder) jako mężczyzna w futrze
- 2020: Łowcy (Hunters) jako Adolf Hitler
- 2022: Królestwo: Exsodus (Riget Exodus) jako starszy srat

### Teledyski
- 1992: Madonna – „Bad Girl”
- 1992: Madonna – „Deeper and Deeper”
- 2000: KoRn – „Make Me Bad” (z aktorką Brigitte Nielsen)
- 2001: Gwen Stefani / Eve – „Let Me Blow Ya Mind”

### Gry komputerowe
- 2001: Command & Conquer: Red Alert 2 – Zemsta Yuriego jako Yuri
- 2001: Command & Conquer: Red Alert 2 jako Yuri
- 2017: Call of Duty: WWII jako dr Peter Straub (głos)